# Islamofobija
Islamofobija obuhvata predrasude, mržnju i strah od islama i muslimana. Iako religijska netrpeljivost prema islamu i progoni muslimana imaju dugu istoriju i sežu od 7. veka, na islamofobiju se danas gleda primarno kao na savremeni fenomen u Zapadnom svetu koji se rasplamsao na prelazu iz 20. u 21. vek. Glavni događaji koji su tomu prethodili su teroristički napadi 11. septembra. 2001. na Nju Jork, kao i popularizacija radikalnog koncepta Semjuela P. Hantingtona o tzv. sukobu civilizacija i unutrašnjem ratu kultura. Kao dodatni motivi uzimaju se oštre dnevnopolitičke debate o pravima muslimanskih imigranata kao što su gradnja džamija, pokrivanje lica, itd.
Učestali zatvoreni stavovi koji karakterišu islamofobiju su:
- Islam je monolitni blok, statičan i neosetljiv na promene.
- Islam nema zajedničkih vrednosti s drugim kulturama; nije podložan uticajima i ne utiče na druge
- Islam je inferioran Zapadu; barbarski, iracionalan, primitivan i seksistički.
- Islam je nasilan, agresivan i preteći, sklon podržavanju terorizma, aktivan u sukobu civilizacija.
- Islam je politička ideologija koja se koristi za politički ili vojni prodor.
- Islam odbacuje svaki tip kritike na njegov račun.
- Diskriminacija prema muslimanima i njihovo isključivanje iz društva su opravdani.
- Neprijateljstvo prema islamu je prirodna i normalna pojava.

Više naučnika islamofobiju na Zapadu dovodi u kontekst s rasizmom odnosno formom arabofobije ili turkofobije, a neki pronalaze verske analogije i sa starijim fenomenima antisemitizma i antikatolicizma. Politička islamofobija najčešće se temelji na poistovećivanju islama i muslimana s njihovim radikalnim ideologijama odnosno pojedincima. Određene političke struje unutar Sjedinjenih Američkih Država i njihovih savezničkih država prozivane su da svesno šire islamofobiju s ciljem oblikovanja javnog mnjenja odnosno opravdavanja interesnih vojnih pohoda delom sveta.

## Spoljašnje veze
- Cerić, Mustafa (2000). Islam i državljanstvo u Europi: Islam and the West. Sarajevo: Vijeće Kongresa bošnjačkih intelektualaca. ISBN 978-9958-47-062-2. OCLC 492357518..
- Allen, Christopher (2010). Islamophobia. Farnham: Ashgate Publishing. ISBN 978-0-7546-5140-6. OCLC 764538918..
- Conway, Gordon (1997). Islamophobia: A challenge for us all. London: Runnymede Trust. ISBN 978-0-902397-98-9. OCLC 40323425.
- Gottschalk, Peter; Greenberg, Gabriel (2008). Islamophobia: Making Muslims the Enemy. Lanham: Rowman & Littlefield Publishers. ISBN 978-0-7425-5286-9. OCLC 87130031..
- Milardović, Anđelko (2013). Stranac i društvo: Fenomenologija stranca i ksenofobije. Zagreb: Pan Liber. стр. 111—112,205. ISBN 978-953-6285-64-8.